# Agamemnon Busmalis
Agamemnon Busmalis è uno dei personaggi della serie TV statunitense Oz, interpretato da Tom Mardirosian.

## Storia del personaggio
Agamemnon Busmalis è il detenuto numero 98B242, condannato il 10 marzo del 1998 per effrazione e furto con scasso a 10 anni con possibilità di vigilata non prima di quattro. Sin dall'infanzia, Agamemnon aveva uno strano amore per i tunnel. Fuori dalla prigione era conosciuto come "La Talpa", essendo un esperto scavatore di tunnel che usava per compiere furti. Confessa al compagno di cella Bob Rebadow di essere vergine, ed è un grande appassionato dello show per bambini "Ms. Sally's Schoolyard". È un vecchio infantile, che ha trascorso una vita solitaria e da emarginato.

### Stagione 2
Busmalis è un esempio di disciplina, cordiale ed amichevole con gli altri detenuti. Tuttavia il pessimo clima che si respira in Oz è insopportabile per lui, che viene visto come una figura comica. Decide perciò di evadere, scavando un tunnel. All'inizio viene preso in giro, poi Rebadow inizia ad aiutarlo per poter uscire insieme da lì. Tuttavia due ariani li obbligano a lasciare l'acquario per usar loro il tunnel scavato da Busmalis. I due vecchi però, indeboliscono il tunnel facendo sì che crollasse uccidendo i due. Busmalis e Rebadow vengono poi interrogati da McManus, che li lascia andare in quanto non gli hanno mai dato problemi.

### Stagione 3
Busmalis subisce un agguato dall'AC Metzger, amico degli ariani, che tenta di ucciderlo strangolandolo. Agamemnon viene quindi ricoverato per un po', ma quando sta meglio viene osteggiato da Vern Schillinger che ad ogni pasto gli sputa nel piatto e lo costringe a mangiare. A parte questo, non fa molto altro, se non stare con Tobias Beecher, Augustus Hill e Rebadow; e schierarsi coi bianchi prima che la rivolta razziale prenda piede.

### Stagione 4
Durante il periodo in infermeria, Busmalis stava scavando un tunnel nel deposito dell'infermeria. Poiché era giudicato un detenuto a basso rischio, gli era stata lasciata molta libertà e così riesce ad evadere portando con sé Miguel Alvarez. Busmalis va a fare visita all'attrice di Ms. Sally, ma viene catturato e riportato ad Oz, dove viene messo in isolamento per un po' e poi reintegrato in Paradiso. Lì viene osteggiato da Rebadow, che è furioso per non averlo portato con lui. Questi finge anche di riappacificarsi con Agamemnon, ma solo per tentare di ucciderlo nella notte. Alla fine i due fanno pace una volta e per tutte e Busmalis inizia a scavare un nuovo tunnel, aiutato nuovamente da Rebadow, per andare a sposare Norma Clark, una donna che è andata a fargli visita in carcere spacciandosi per Ms. Sally (in realtà era la sua assistente) poiché innamorata della dolcezza espressa da Busmalis nelle sue lettere indirizzate all'attrice. Tuttavia a Busmalis viene dato il permesso di sposare Norma a Oz, a condizione che non scavi più alcun tunnel. Agamemnon accetta, ma nel tentativo di chiudere il buco aperto nell'acquario perfora un tubo dell'acqua e viene mandato in isolamento. Rebadow parla a Glynn, spiegando l'accaduto e Busmalis viene liberato, ma il giorno del suo matrimonio Norma non si presenta. In seguito viene organizzata una partita di pallacanestro tra staff e detenuti, vedendo rispettivamente McManus e Brass contro Vahue e Busmalis (in qualità di peggior giocatore). I detenuti vincono e Busmalis realizza anche un tiro da tre punti.

### Stagione 5
Busmalis è poco presente, sta costantemente vicino a Rebadow che è in apprensione per le condizioni del nipote. Viene anche costretto da Poeta e Guerra a convincere Redding che è stato un italiano a dare l'eroina ad Hill. Viene costretto nuovamente a mentire, affermando che è stato Guerra ad organizzare il tutto. Alla fine, riceve anche una lettera ed una visita da Norma, che gli rivela di essere incinta. Dapprima Agamemnon era entusiasta di vederla, ma non appena apprende la notizia la lascia lì da sola, depresso, senza proferire parola.

### Stagione 6
Agamemnon decide di partecipare alla recita di Macbeth in Oz. Nonostante Norma continui a fargli visita, egli rifiuta costantemente di vederla, ancora arrabbiato a causa della sua relazione. Sia McManus che Rebadow gli consigliano di vederla e alla fine, decide di farlo e lei gli rivela di volerlo sposare, per rimediare alla volta scorsa in cui fu bloccata dalla tormenta di neve e decise di rifugiarsi dall'ex fidanzato. In seguito alla spiegazione, Busmalis decide di perdonarla e dunque di sposarla. Stavolta il ritardo di Norma sull'altare è solo di un'ora. Quando decide di avere un figlio con lei, tramite inseminazione, lo Stato rifiuta la sua richiesta e Busmalis, in un attacco di rabbia, colpisce il commissario. Viene messo in isolamento, ma esce quando i detenuti vengono trasferiti da Oz.